# Tillandsia erici
Tillandsia erici es una especie de planta epífita dentro del género  Tillandsia, perteneciente a la  familia de las bromeliáceas.  Es originaria de Bolivia, donde se distribuye por Tarija.

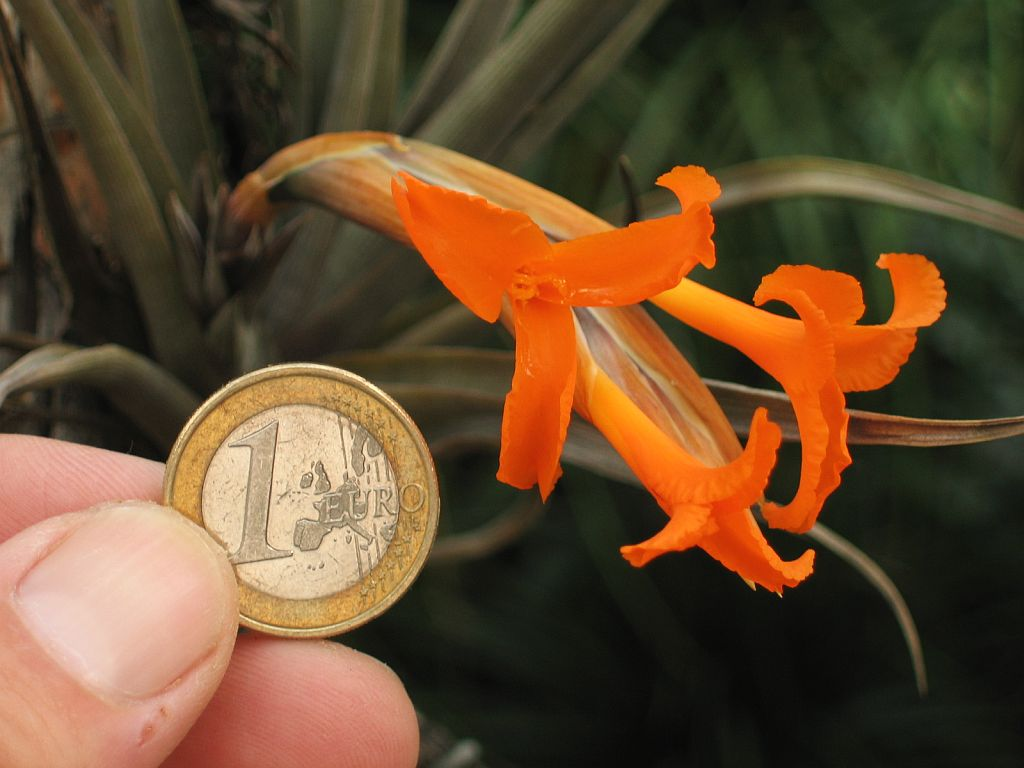
Flor

## Taxonomía
Tillandsia erici fue descrita por Renate Ehlers y publicado en Die Bromelie 1998(1): 20. 1998.
Etimología
Tillandsia: nombre genérico que fue nombrado por Carlos Linneo en 1738 en honor al médico y botánico finlandés Dr. Elias Tillandz (originalmente Tillander) (1640-1693).
erici: epíteto